# Ludger Beerbaum
Ludger Beerbaum (* 26. August 1963 in Detmold) ist ein ehemaliger deutscher Springreiter.
Er ist der weltweit zweit-erfolgreichste internationale Springreiter und errang zwischen Ende der 1980er und Anfang der 2010er Jahre viele Einzel- und Mannschaftserfolge, unter anderem bei Olympischen Spielen, Welt- und Europameisterschaften. Anfang Juli 2023 beendete er seine aktive Karriere.
Er ist der Bruder von Markus Beerbaum und der Schwager von Meredith Michaels-Beerbaum, die beide als Springreiter aktiv sind.

## Biografie

### Privates
Ludger Beerbaum wurde als Sohn von Horst und Mathilde Beerbaum geboren und hat drei Geschwister. 1953 verließ sein Vater die DDR, wo sich der Hof der Familie in Wotenick bei Demmin befand, und wurde in der Bundesrepublik in der Nähe von Detmold wohnhaft. Ludger Beerbaum besuchte das Gymnasium und machte 1983 Abitur. Ein Studium der Betriebswirtschaftslehre brach Beerbaum zugunsten der Springreiterei vorzeitig ab. Beerbaum ist in zweiter Ehe verheiratet und hat drei Kinder.

### Sportliches

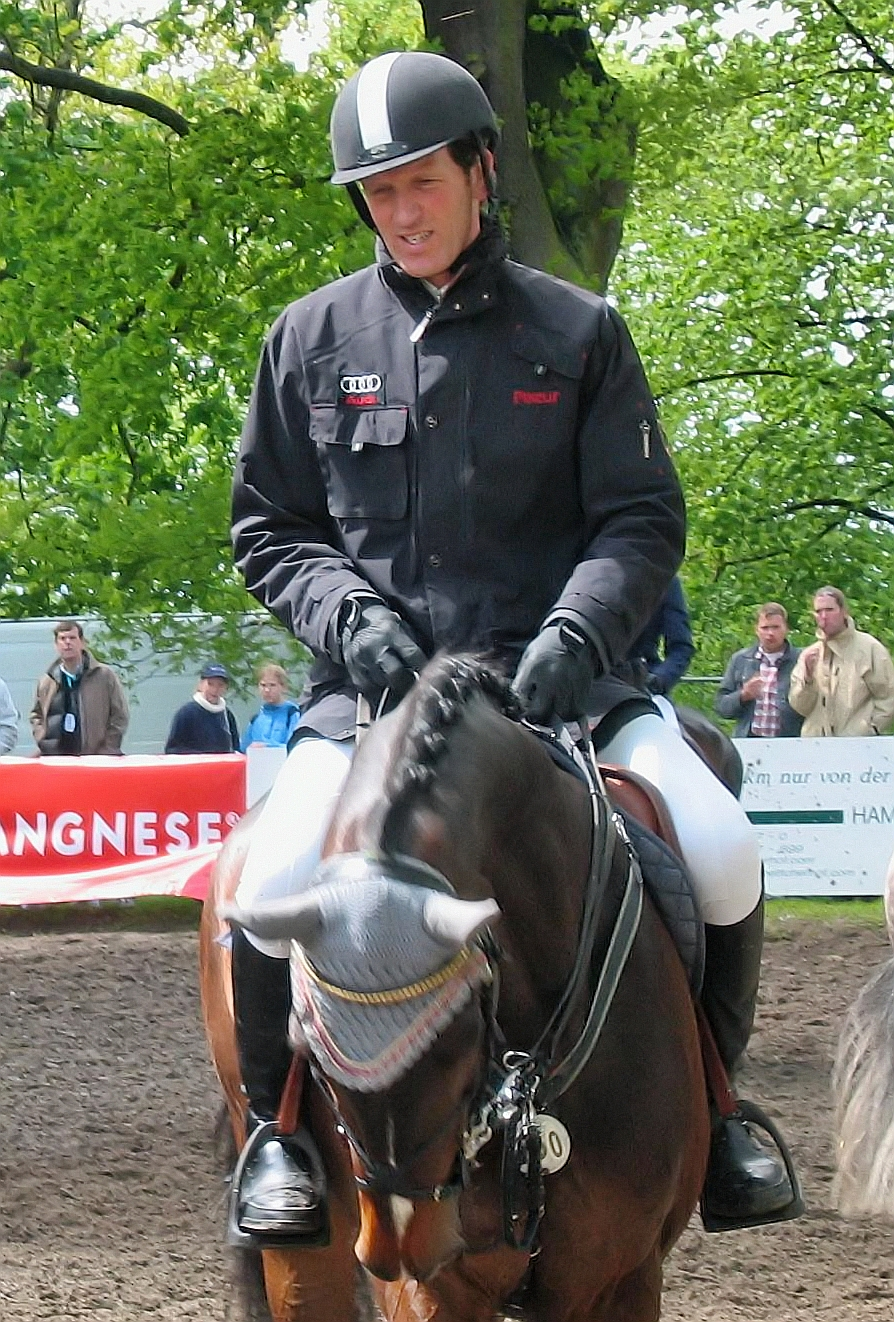
Ludger Beerbaum auf Enorm auf dem Abreiteplatz des Hamburger Derbys in Klein Flottbek 2005

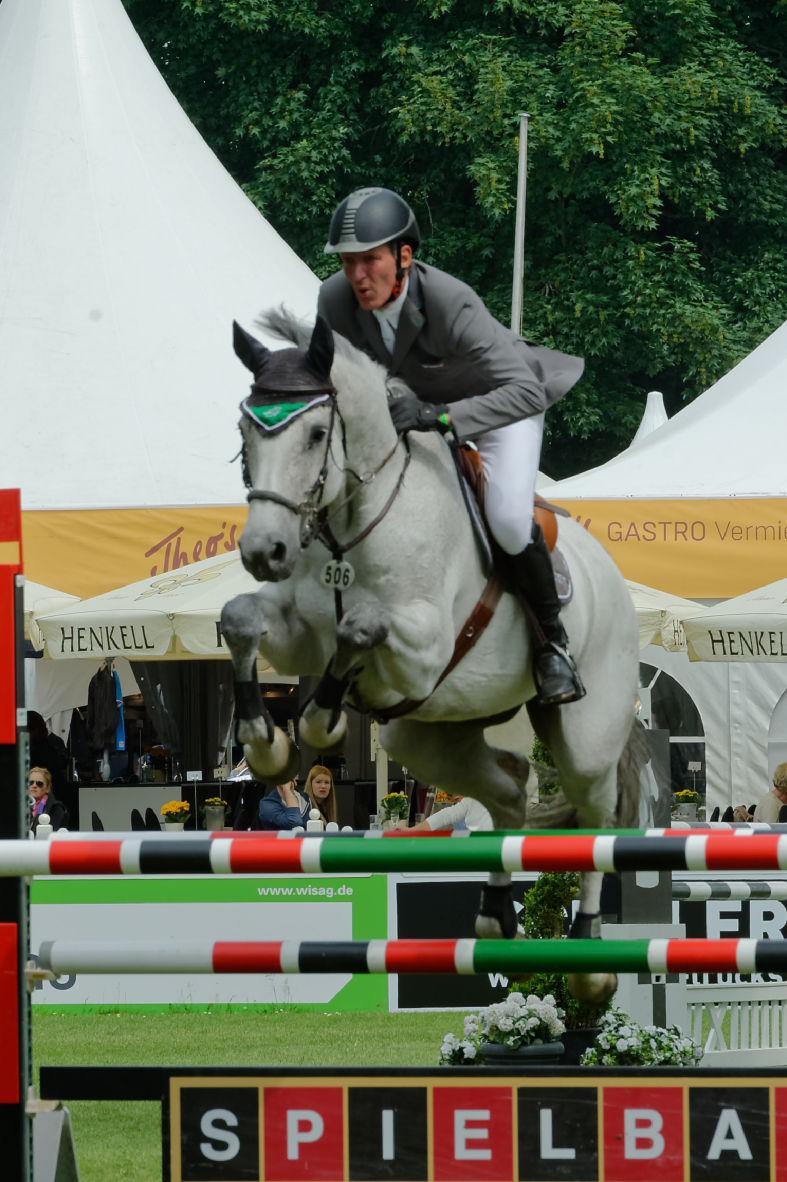
Ludger Beerbaum auf A-Corrada beim CSIYH* der 7-jährigen in Wiesbaden 2015

Als Beerbaum acht Jahre alt war, schenkten ihm seine Eltern – obwohl er an Pferden bislang wenig Gefallen gefunden hatte – das erste Pony, ein Highland-Pony. Nachdem das Pony ihn schwer in den Arm gebissen hatte, erlosch das Interesse an Pferden und Reitsport für zwei Jahre.
Später wurde Ludger Beerbaum durch den Vater eines Schulfreundes wieder an den Reitsport herangeführt, und er feierte bereits in jungen Jahren Erfolge bei den Deutschen Meisterschaften der Junioren und der Jungen Reiter, bei denen er 1981 bzw. 1982 jeweils die Vizemeisterschaft errang. Die Europameisterschaften der Jungen Reiter 1984 beendete er mit der Bronzemedaille sowohl im Mannschafts- als auch im Einzelwettbewerb.
Im Jahr 1985 fasste er im internationalen Turniersport Fuß: Er bekam auf Bitte von Hermann Schridde eine Starterlaubnis beim Maimarkt-Turnier Mannheim, bekam auch die Möglichkeit, beim CHIO Aachen zu starten und war in diesem Jahr in Dublin erstmals Teil einer bundesdeutschen Nationenpreismannschaft. Ab 1985 war Beerbaum als Bereiter am Stall Paul Schockemöhles tätig, der ihn in den folgenden Jahren förderte. In dieser Zeit feierte er seine ersten größeren Erfolge, vor allem mit dem Mannschafts-Olympiasieg bei den Olympischen Spielen 1988 in Seoul und dem Gewinn der Deutschen Meisterschaft.
Nach privaten Differenzen mit Schockemöhle folgte 1989 der Wechsel in den Stall des Unternehmers Alexander Moksel nach Buchloe, der Beerbaum eine Vielzahl hervorragender Spitzenpferde zur Verfügung stellte. Während dieser Zeit häuften sich die Erfolge, deren größter der Gewinn der olympischen Einzel-Goldmedaille 1992 in Barcelona war.
Silber- und Goldmedaillen mit der Mannschaft bei den Weltreiterspielen 1990 in Stockholm und 1994 in Den Haag sowie der erneute Gewinn der Deutschen Meisterschaften 1992 und 1993 reihten sich ein. Heraus ragte noch der erste Weltcup-Sieg eines Deutschen, ebenfalls im Jahr 1993. Beerbaum gehörte seit dieser Zeit endgültig zur Weltspitze des Springsports.
1995 machte er sich in Riesenbeck auf einer Reitanlage selbstständig und konnte mit der Hilfe neuer Mäzene, allen voran dem Unternehmer-Ehepaar Dietrich Schulze und Madeleine Winter-Schulze, viele seiner bisherigen Spitzenpferde behalten. Es folgten weitere große Erfolge, u. a. Mannschafts-Olympiasiege 1996 und 2000, eine weitere Mannschafts-Weltmeisterschaft 1998, mehrere Mannschafts- und Einzelmedaillen bei Europameisterschaften, fünf weitere Deutsche Meisterschaften sowie drei Siege in der Riders Tour (siehe auch unter Erfolge). 2001 urteilte Beerbaum selbst über sich:

„Ich bin im Zenit meiner Sportlerlaufbahn angelangt.“

Ludger Beerbaum wurde bei den Olympischen Spielen 2004 in Athen die Ehre zuteil, während der Eröffnungsfeier die deutschen Athleten als Fahnenträger anzuführen. Bei den Olympischen Spielen 2004 lieferte Beerbaum selbst negative Schlagzeilen, als der deutschen Mannschaft aufgrund des Nachweises einer unerlaubten Medikation bei Beerbaums Pferd Goldfever I die Mannschafts-Goldmedaille nachträglich aberkannt wurde.
Bei den Weltreiterspielen in Aachen, die im August und September 2006 stattfanden, startete er mit dem zehnjährigen Wallach L'Espoir, mit dem er mit der Mannschaft die Bronzemedaille gewann und in der Einzelwertung nur knapp den Einzug ins Finale verpasste. Er belegte Platz 5 in der Gesamtwertung und widerlegte Kritiker, die die Leistungsfähigkeit seines doch sehr jungen und unerfahrenen Pferdes vor Beginn der Spiele als nicht ausreichend diskutiert und die Nominierung in Frage gestellt hatten.
Am 6. Februar 2007 verkaufte er L'Espoir nach Norwegen, wo der Wallach nun erfolgreich von Geir Gulliksen geritten wird. Ludger Beerbaum erklärte zu dieser umstrittenen Entscheidung, dass es ganz normal sei, dass Pferde ge- und verkauft werden. Im Juli 2007 belegte er – Anfang September von Meredith Michaels-Beerbaum abgelöst – nach langer Zeit wieder den ersten Platz in der Weltrangliste. Im August hatte er wesentlichen Anteil am Gewinn der Mannschaftssilbermedaille während der Europameisterschaft in Mannheim. Auch in der dortigen Einzelkonkurrenz konnte er sich behaupten und gewann hinter seiner Schwägerin Meredith Michaels-Beerbaum und dem aktuellen Weltmeister (von Aachen 2006) Jos Lansink die Bronzemedaille.
Im Juni 2010 übernahm er mit der Teilnahme am Nationenpreis von St. Gallen den Rekord für die meisten Starts in deutschen Springreit-Nationenpreisen. Bis zu diesem Zeitpunkt hatte Hans Günter Winkler mit 105. Nationenpreisstarts diesen Rekord inne.
Nachdem er in der zweiten Jahreshälfte 2010 wenig erfolgreich war, rutschte er bis Mai 2011 auf den 27. Rang der Springreiter-Weltrangliste ab. Eine, für seine Verhältnisse, schlechte Position. Im März 2012 hatte Beerbaum wieder Rang drei der Weltrangliste inne.
Im September 2011 gewann er mit Gotha FRH bei den Europameisterschaften in Madrid Teamgold. 2012 zählte Beerbaum mit seiner Stute Gotha zur Gruppe der Olympiaaspiranten. Nach einem Sturz in Balve, bei den deutschen Meisterschaften, stellte Beerbaum fest, dass seine Stute nicht in Form sei, um an den Olympischen Spielen teilzunehmen. Somit war er das erste Mal seit 1988 bei den Spielen nicht vertreten.
Auch in den Jahren 2013 und 2014 zählte Beerbaum, jeweils mit Chiara, zur deutschen Championatmannschaft. Im Juni 2015 bestritt er beim CSIO in St. Gallen seinen 125. Nationenpreis für Deutschland. Er hat damit bereits an 20 Nationenpreisen mehr als Hans Günter Winkler und an 45 Nationenpreisen mehr als Franke Sloothaak (Plätze zwei und drei der häufigsten Nationenpreisreiter für Deutschland) als Reiter teilgenommen.
Auch bei den Europameisterschaften 2015 war Beerbaum mit Chiara Teil der deutschen Mannschaft. Um im Hinblick auf die Olympischen Spiele über ein zweites Spitzenpferd zu verfügen, erwarb Madeleine Winter-Schulze für Ludger Beerbaum den Fuchswallach Casello. Mit Casello war Beerbaum Teil der siegreichen deutschen Mannschaft im Nationenpreis von Aachen und wurde mit diesem für die Olympischen Sommerspiele 2016 nominiert.
Bei den Olympischen Sommerspielen 2016 in Rio de Janeiro gewann Beerbaum mit Casello mit der deutschen Mannschaft Bronze. Dies war seine 24 Teilnahme an einem internationalen Championat. Anschließend erklärte er, dass das Nations-Cup-Finale in Barcelona sein letzter Start für die deutsche Nationalmannschaft sein würde. Bei diesem 134. Nationenpreis für Deutschland war er ein weiteres Mal Schlussreiter der deutschen Equipe, die hier das Nationenpreisfinale gewann.
Kurz vor dem Jahreswechsel 2017/2018 stürzte Beerbaum und zog sich einen mehrfach offenen Oberarmbruch zu. Dieser hielt ihn drei Monate von Turnierstarts ab.
Seit 2017 ist Ludger Beerbaum Teil einer Mannschaft der Global Champions League (2017: Cannes Stars, seit 2018: Berlin Eagles). Beim Global Champions Tour Super Grand Prix 2018 in Prag kam er mit Casello auf Platz zwei. Im März 2022 gelang Beerbaum mit dem Gewinn der Global Champions Tour-Etappe von Doha nach längerer Zeit wieder ein Sieg in einem Großen Preis auf Fünf-Sterne-Niveau.

## Weitere Aktivitäten
Neben seiner aktiven Sportlerlaufbahn betreibt Ludger Beerbaum in Riesenbeck eine Hengststation sowie einen Turnier- und Handelsstall. Mehrere Bereiter unterstützen Beerbaum bei der Ausbildung und Vorstellung der Pferde bis hin zu internationalen Championaten. Zum Team Beerbaums gehören unter anderem Philipp Weishaupt und Christian Kukuk. Über viele Jahre hinweg war Marco Kutscher bei Beerbaum tätig, auch Henrik von Eckermann war mehrere Jahre bei Ludger Beerbaum beschäftigt.
In Zusammenarbeit mit Constantin Freiherr Heereman von Zuydtwyck ließ er in Riesenbeck das Anfang 2015 eröffnete Reitsportzentrum „Riesenbeck International“ errichten, das das Turnierareal des Reitervereins Riesenbeck ergänzt. Hier werden Seminare und Lehrgänge durchgeführt sowie nationale und internationale Turniere ausgetragen.
Seit einigen Jahren unterstützt Ludger Beerbaum krebskranke Kinder im russischen Perm. Beerbaum ist Vizepräsident des International Jumping Rider Clubs (IJRC), der Interessenvertretung von Springreitern, die unter den Top 100 der Weltrangliste platziert sind.

## Erfolgreiche Turnierpferde

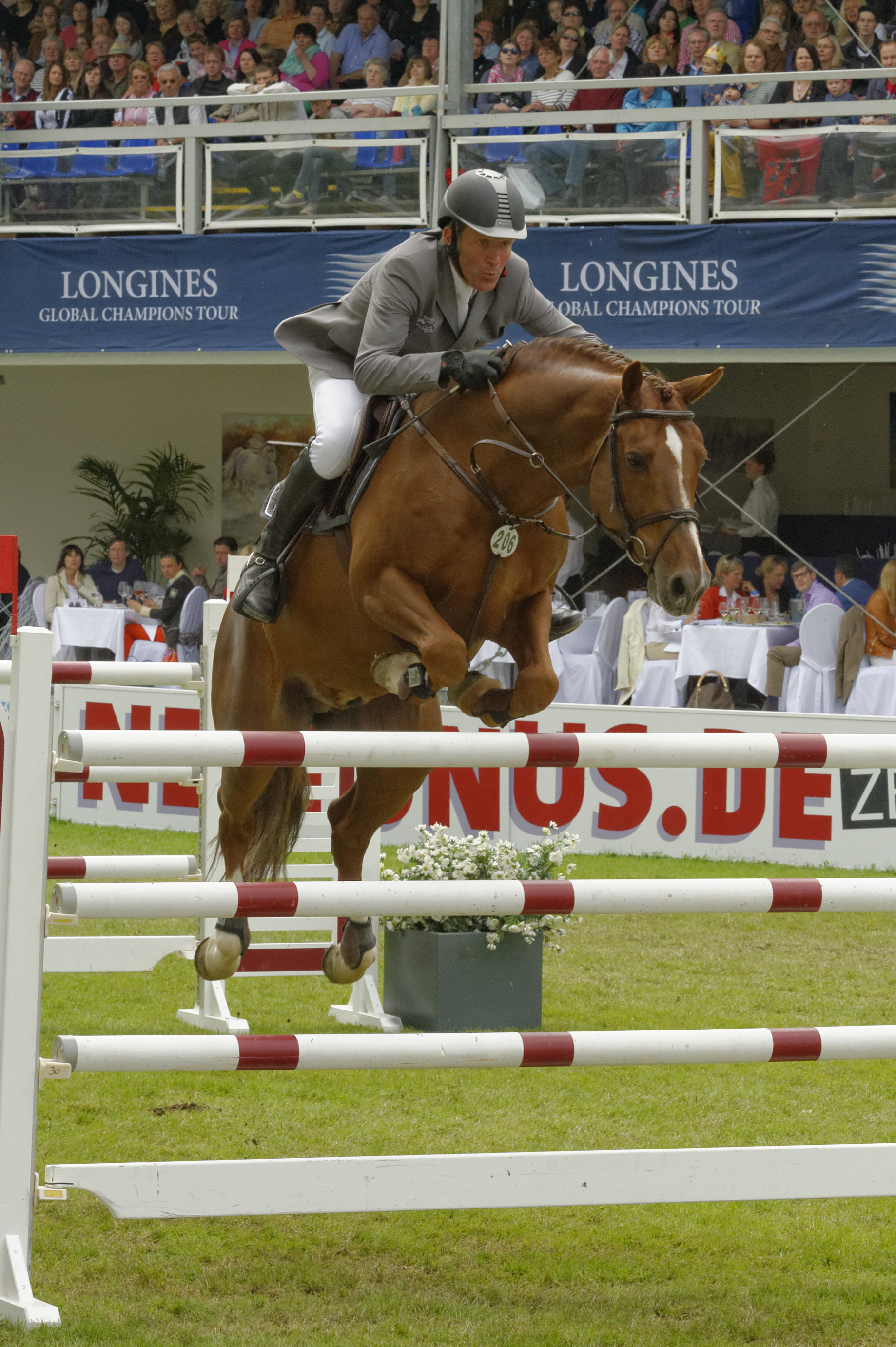
Beerbaum und Zinedine beim Internationalen Pfingstturnier Wiesbaden 2013

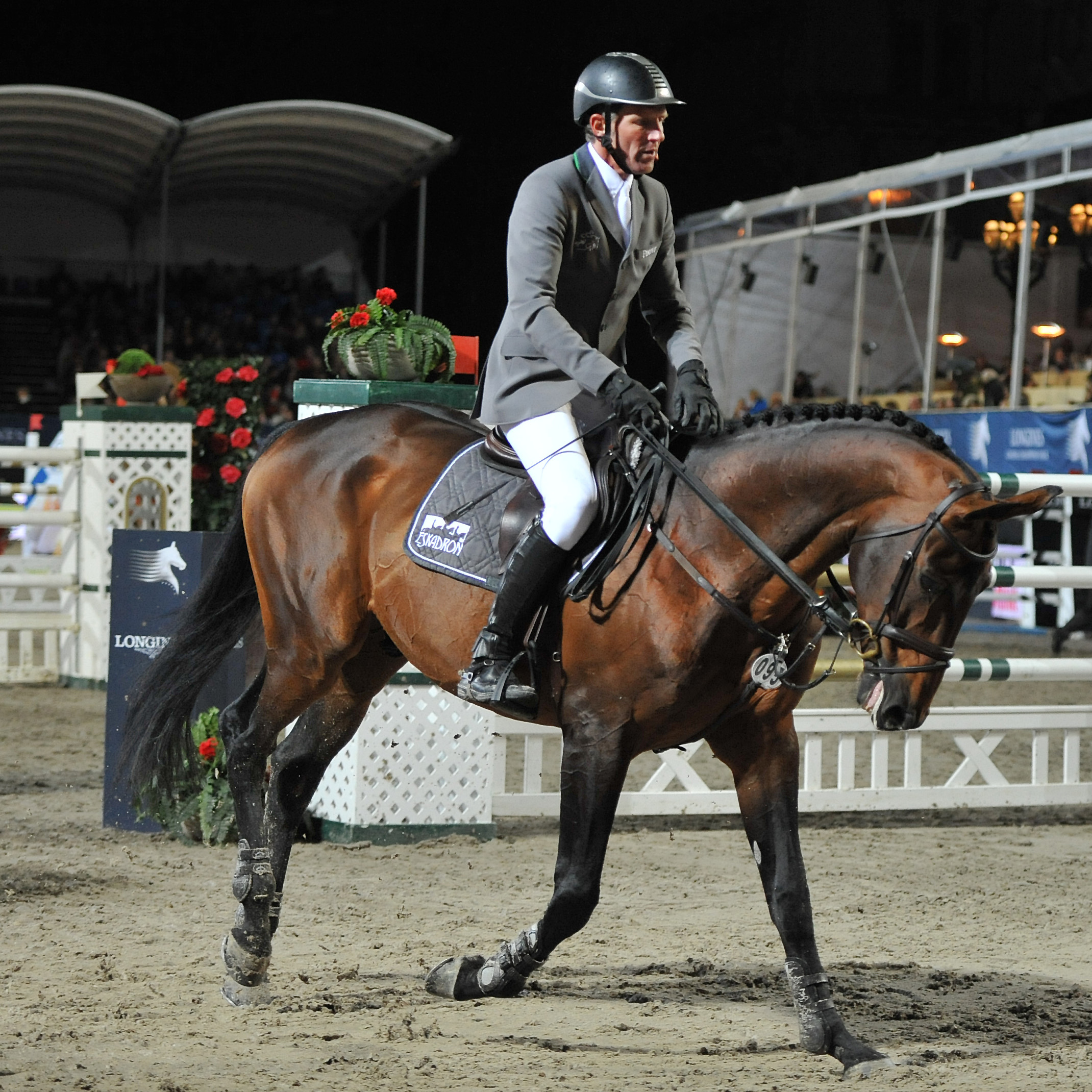
Beerbaum und Chaman bei den Vienna Masters 2013

### Aktuell
- Elzandor Z (* 2016), brauner Zangersheider Hengst, Vater: Eldorado van de Zeshoek TN, Muttervater: Zandor Z
- Chageorge (* 2015), Oldenburger Springpferd Dunkelfuchs-Hengst, Vater: Chacco-Blue, Muttervater: Sanvaro
- Cee Kay (* 2018), Westfale Schimmelwallach, Vater: Cornado NRW, Muttervater: Aletto
- Baolo (* 2019), Westfale schwarzbrauner Wallach, Vater: Baloutelli, Muttervater: Polydor

### Ehemals (verkauft)
- All Inclusive NRW (* 1999), Westfale dunkelbrauner Wallach, Vater: Arpeggio, Muttervater: Phantom, Besitzerin: Flaminia Straumann, wurde am 11. März 2009 an den Sponsor von Denis Lynch verkauft
- L´Espoir (* 1996; † 2024), Zangersheider Fuchswallach, Vater: Landwind, Muttervater: Feinschnitt, wurde Anfang 2007 an Geir Gulliksen verkauft[17]
- Lavillon (* 1999), brauner Selle Français-Hengst, Vater: Diamant de Semilly, Muttervater: Laudanum xx, wurde Ende März 2010 an Olavi Pentti & Noora Forsten nach Finnland verkauft

### Ehemals (unter anderen Reitern)
- Caresse (* 2004), Hannoveraner Schimmelstute, Vater: Cento, Muttervater: Sandro, Besitzerin: Madeleine Winter-Schulze, später von Eva Bitter und Arundell Beerbaum geritten[18]
- Chacon (* 2006), brauner Oldenburger Wallach, Vater: Chacco-Blue, Muttervater: Aventyno, Besitzerin: Madeleine Winter-Schulze, ab August 2019 von Eoin McMahon geritten[19]
- Gotha FRH (* 2001), Hannoveraner Fuchsstute, Vater: Goldfever I, Muttervater: Prestige Pilot, Besitzerin: Madeleine Winter-Schulze, ab Ende 2012 von Henrik von Eckermann geritten[20]
- Coupe de Coeur 2 (* 1997), Holsteiner Schimmelhengst, Vater: Calido I, Muttervater: Lincoln, Besitzerin: Madeleine Winter-Schulze, ab dem Sommer 2013 von Philipp Weißhaupt geritten
- Comme le père 3 (* 2014), brauner Rheinländer Hengst, Vater: Comme il faut NRW, Muttervater: Contender, seit Dezember 2022 von Philipp Hartmann geritten
- Mila 64 (* 2012), Oldenburger Springpferd, Schimmelstute, Vater: Monte Bellini, Muttervater: Linton[21], seit Januar 2025 von Nadja Peter Steiner geritten
- Quirina Louis (* 2012), Oldenburger Schimmelstute, Vater: Companiero, Muttervater: Darco, seit März 2024 von James Connors Smyth geritten

### Ehemals (nicht mehr im Sport aktiv)
- Casello (* 2003), Holsteiner Fuchswallach, Vater: Casall, Muttervater: Carolus, Züchter: Herbert Blöcker, Besitzerin: Madeleine Winter-Schulze, bis Ende 2015 von Douglas Lindelöw geritten[22]
- Chaman (* 1999; † 2019[23]), brauner KWPN-Hengst, Vater: Baloubet du Rouet, Muttervater: I Love You, im Herbst 2017 aus dem Sport verabschiedet[24]
- Champion du Lys (* 1990; † 2019), Selle Français-Schimmelhengst, Vater: Laeken, Muttervater: Largny xx, Besitzerin: Madeleine Winter-Schulze, wurde 2006 in Hamburg nach einem 8. Platz im Derby sehr überraschend aus dem Sport genommen, war anschließend auf der Station Schockemöhle im Deckeinsatz, kehrte nach der Decksaison 2009 nach Riesenbeck zurück und war bis 2012 dort als Beschäler aufgestellt.
- Chiara (* 2003; † 2019[25]),  Holsteiner Schimmelstute, Vater: Contender, Muttervater: Coronado
- Classic Touch (* 1984; † 2008), braune Holsteiner Stute, Vater: Caletto II, Muttervater: Landgraf, wurde 1992 mit 8 Jahren Einzel-Olympiasieger in Barcelona unter Beerbaum, danach gab Beerbaum die Stute vertragsmäßig an deren Besitzer Ralf Schneider ab. Classic Touch wurde nach ihrer Springkarriere in Belgien zur Zucht per Embryotransfer verwendet. Ende 2008 musste sie auf dem Hof von Ludger Beerbaum eingeschläfert werden, wo sie ihre letzten Monate mit Ratina Z und Gladdys S verbracht hatte.
- Couleur Rubin (* 1996; † 2022), Oldenburger Fuchshengst, Vater: Cordalme Z, Muttervater: Grannus, Besitzerin: Madeleine Winter-Schulze, ab 2013 wieder als Deckhengst in der Schweiz aktiv, musste 2022 eingeschläfert werden
- Enorm (* 1997), dunkelbrauner Hannoveraner Wallach, Vater: Escudo I, Muttervater: Calypso II, Besitzerin: Madeleine Winter-Schulze
- Gladdys S (* 1992), Westfale Fuchsstute, Vater: Grandeur, Muttervater: Apart, Besitzer: Ehepaar Winter-Schulze
- Goldfever I (* 1991), Hannoveraner Fuchshengst, Vater: Grosso Z, Muttervater: Galvano, Besitzerin: Madeleine Winter-Schulze
- Priamos (1982; † 2012), Westfale Fuchswallach, Vater: Pilot, Muttervater: Direx, Besitzerin: Madeleine Winter-Schulze
- Ratina Z (* 1982; † 2010), braune Hannoveraner Stute, Vater: Ramiro Z, Muttervater: Alme
- Rush On (* 1982; † 2007), Westfale dunkelbrauner Wallach, Vater: Report, Muttervater: Rivale
- Zinedine (* 2004), KWPN-Fuchshengst, Vater: Guidam, Muttervater: Heartbreaker, Besitzerin: Madeleine Winter-Schulze
- Cool Feeling (* 2008), brauner Rheinländer Wallach, Vater: Cornado NRW, Muttervater: Lancer II, Züchter: Ulrich Pütz, Besitzerin: Madeleine Winter-Schulze[26], zuletzt im Juli 2023 von Philipp Hartmann im internationalen Sport eingesetzt
- Kathy Blue (* 2014), dunkelbraune KWPN-Stute, Vater: Kannan, Muttervater: Mr Blue, zuletzt im August 2022 im internationalen Sport eingesetzt

## Doping
Während der Olympischen Spiele 2004 in Athen wurde Beerbaums Pferd positiv auf die Substanz Betamethason getestet. Die Substanz wird zwar nicht zur Leistungssteigerung, sondern in der Therapie verwendet, ist aber laut Wettkampfreglement – wie viele Medikamente – verboten. Beerbaum gab an, eine Hautreizung von Goldfever mit einer Betamethason-haltigen Salbe behandelt zu haben, woraufhin die Substanz in den Blutkreislauf des Pferdes gelangt sei; eine Leistungsmanipulation habe er nicht vorgenommen. Die Liste der im Wettkampf verbotenen Stoffe der Fédération Équestre Internationale (FEI) unterteilt die unerlaubten Stoffe in Dopingsubstanzen, also leistungssteigernde Mittel, und in therapeutisch verwendete Substanzen. Diese Einstufung spielt bei der Beurteilung der Sperre eine Rolle; Beerbaum war es infolgedessen erlaubt, an den nächsten Olympischen Sommerspielen wieder teilzunehmen. Im September 2005 wurde das Paar Beerbaum/Goldfever vom Internationalen Sportgerichtshof (CAS) nachträglich für die Olympischen Spiele 2004 disqualifiziert. Dadurch kamen die Streichresultate wieder in die Wertung und die deutsche Equipe fiel auf Platz 3 zurück. Deutschland musste die Goldmedaillen zurückgeben und die Equipe erhielt nachträglich die Bronzemedaille.
Im Mai 2009 sorgte Beerbaum für negative Schlagzeilen, als er gegenüber der Frankfurter Allgemeinen Sonntagszeitung bekannte: „Im Laufe der Jahre habe ich mich darin eingerichtet, auszuschöpfen, was geht. … In der Vergangenheit hatte ich die Haltung: Erlaubt ist, was nicht gefunden wird.“ Er wurde daraufhin von der Deutschen Reiterlichen Vereinigung bis zur Stellungnahme der DOSB-Kommission zu seiner Person von der Mitgliedschaft an jeglicher Nationenpreismannschaft suspendiert. Ende Juli legte die Kommission ihren Zwischenbericht vor, der der Deutschen Reiterlichen Vereinigung bezüglich Ludger Beerbaum empfahl, ihn mit Auflagen in einen Kader aufzunehmen.

## Erfolge
- Olympische Spiele

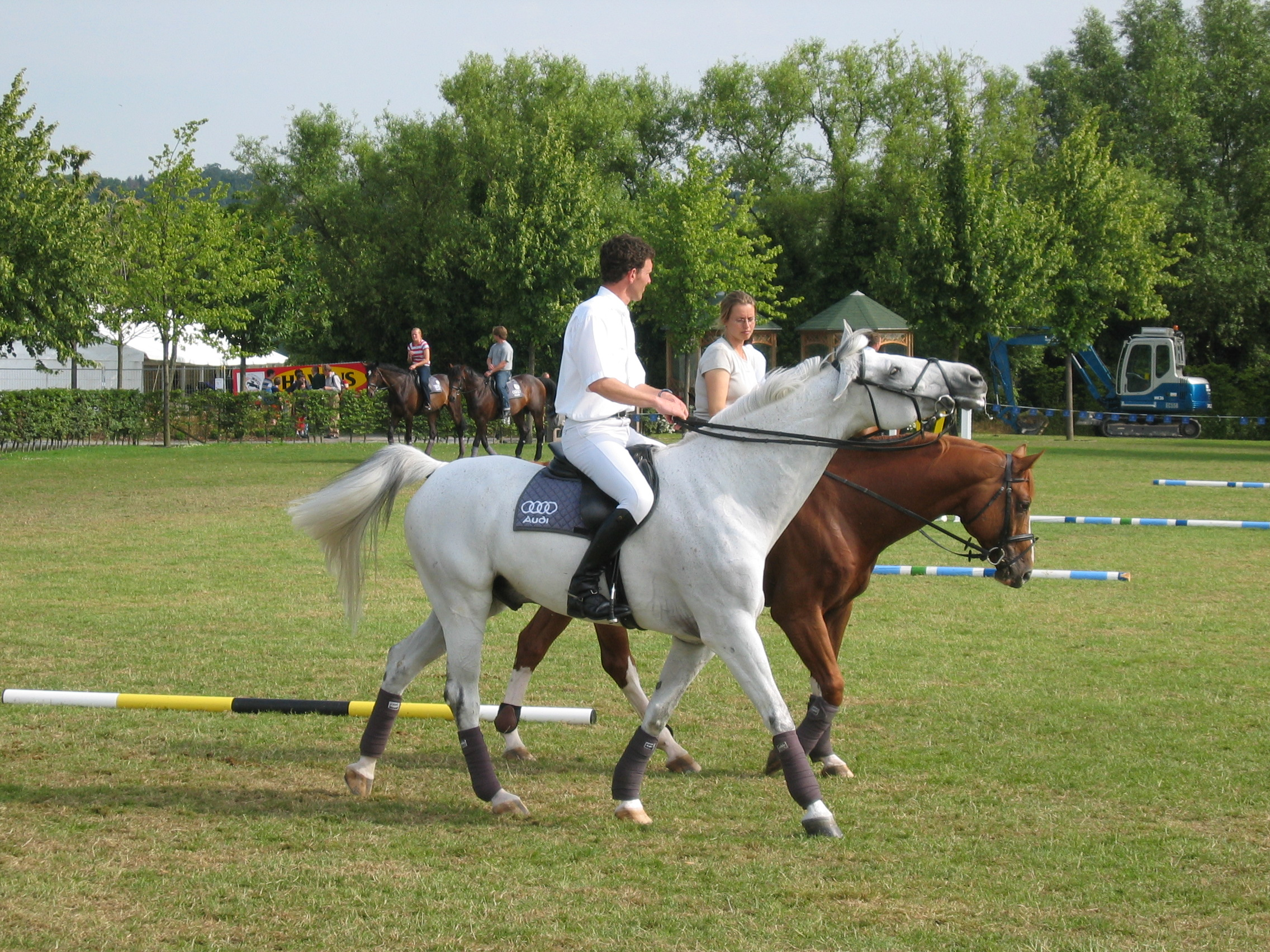
Ludger Beerbaum auf Champion du Lys auf dem Abreiteplatz des CHIO in Aachen 2004

  - 1988 in Seoul: Goldmedaille Mannschaft auf The Freak
  - 1992 in Barcelona: Goldmedaille Einzel auf Classic Touch
  - 1996 in Atlanta: Goldmedaille Mannschaft auf Ratina Z
  - 2000 in Sydney: Goldmedaille Mannschaft auf Goldfever
  - 2008 in Hong Kong: 5. Platz Mannschaft und 7. Platz Einzel auf All Inclusive NRW
  - 2016 in Rio de Janeiro: 3. Platz Mannschaft auf Casello

Die bei den Olympischen Sommerspielen 2004 in Athen mit Goldfever errungene Mannschafts-Goldmedaille wurde nachträglich aberkannt, siehe Doping.
- Weltmeisterschaften:
  - 1990 in Stockholm: Silbermedaille Mannschaft auf Gazelle
  - 1994 in Den Haag: Goldmedaille Mannschaft auf Ratina Z
  - 1998 in Rom: Goldmedaille Mannschaft auf P.S. Priamos
  - 2006 in Aachen: Bronzemedaille Mannschaft auf L'Espoir
- Europameisterschaften:
  - 1997 in Mannheim: Goldmedaille Mannschaft, Goldmedaille Einzel auf Ratina Z
  - 1999 in Hickstead: Goldmedaille Mannschaft auf Champion du Lys
  - 2001 in Arnhem: Bronzemedaille Mannschaft, Goldmedaille Einzel auf Gladdys S
  - 2003 in Donaueschingen: Goldmedaille Mannschaft, Silbermedaille Einzel auf Goldfever
  - 2007 in Mannheim: Silbermedaille Mannschaft, Bronzemedaille Einzel auf Goldfever
  - 2011 in Madrid: Goldmedaille Mannschaft auf Gotha
  - 2013 in Herning: Silbermedaille Mannschaft auf Chiara
  - 2015 in Aachen: Silbermedaille Mannschaft auf Chiara
- weitere:
  - Weltcup-Sieger 1993 auf Ratina Z, 3 × Weltcup-Zweiter (2002 auf Gladdys S, 2010 auf Gotha, 2014 mit Chaman und Chiara)
  - 9× Deutscher Meister (1988, 1992, 1993, 1997, 1998, 2000, 2001, 2004, 2011)
  - 5× Sieger der Riders Tour („Rider of the Year“; 2001, 2002, 2003, 2009, 2011)
  - 3× Sieger im Großen Preis von Aachen (1996 auf Ratina Z; 2002 und 2003 jeweils auf Goldfever) und 2. Platz mit All Inclusive NRW im Jahr 2008
  - 2× Sieger des Deutschen Springderby in Hamburg (1998 und 2003 jeweils auf Champion du Lys)
  - Siege 2007: Championat von Hamburg (CSI 4*) mit Couleur Rubin, Schlossparkpreis bei Pfingstturnier Wiesbaden (CSI 4*) mit All Inclusive NRW, Großer Preis von Donaueschingen (CSI 3*) mit Goldfever, Großer Preis von Brüssel (CSI 5*) mit Enorm, Großer Preis von Genf (CSI 5*-W) mit All Inclusive NRW sowie mit der Mannschaft in den Nationenpreisen von La Baule (CSIO 5*, mit Couleur Rubin) und Aachen (CSIO 5*, mit Goldfever)
  - Siege 2008: Großer Preis beim Rolinck Cup Münster mit Enorm sowie in den Nationenpreisen von Rotterdam (CSIO 5*, mit Coupe de Coeur) und Aachen (CSIO 5*, mit All Inclusive NRW)
  - Siege 2009: Championat beim K+K Cup von Münster mit Goldfever, Rolex Grand Prix in Zürich (CSI 5*-W) mit All Inclusive NRW, Großer Preis der Bundesrepublik in Dortmund (CSI 3*) mit Coupe de Coeur, Großer Preis von Helsinki (CSI 5*-W) mit Lavillon, Großer Preis von Stuttgart (Weltcupprüfung, CSI 5*-W) mit Gotha
  - Siege 2010: Championat der Stadt Basel (CSI 4*) mit Couleur Rubin
  - Siege 2011: Großer Preis von Wiesbaden (CSI 4*) mit Chaman, Großer Preis von Stuttgart (Weltcupprüfung, CSI 5*-W) mit Gotha sowie im Nationenpreis von Falsterbo (CSIO 5*, mit Gotha FRH)
  - Siege 2012: Großer Preis der Bundesrepublik (CSI 3* Dortmund) mit Chaman, Großer Preis von Rom (CSIO 5*) mit Gotha, 1. Platz im Le Saut Hermès Paarspringen von Paris mit Chiara, Großer Preis von Valkenswaard (CSI 5*) mit Chaman, Großer Preis von Münster (CSI 4*) mit Chaman, Nations Challenge beim CSI 5* Rio de Janeiro mit Chaman (Mannschaft mit Marco Kutscher mit Cornet’s Cristallo), 1. Platz im Großen Preis von Hannover mit Chaman sowie in den Nationenpreisen von Rom (CSIO 5*, mit Gotha FRH) und Rotterdam (CSIO 5*, mit Gotha FRH)
  - Siege 2013: Großer Preis beim Saut Hermès (CSI 5* Paris) mit Chaman, Göteborg Trophy (Rahmenturnier des Weltcupfinals) mit Chaman, Großer Preis von Donezk (CSI 5*) mit Chiara sowie in den Nationenpreisen von Rotterdam (CSIO 5*, mit Chiara) und Hickstead (CSIO 5*, mit Chiara)
  - Siege 2014: Großer Preis von Doha (CSI 5*) mit Chiara, Großer Preis von Lyon (CSI 3*, Rahmenturnier des Weltcupfinals) mit Chaman, Großer Preis von Lausanne (CSI 5*) mit Chaman, German Master beim Stuttgart German Masters (CSI 5*-W) mit Chaman
  - Siege 2015: Großer Preis des CSIO 5* Mannheim mit Chiara, Großer Preis von Münster (CSI 4*) mit Chaman, Großer Preis der Beijing Masters (CSI 3* Peking-Nationalstadion) mit Leonidas
  - Siege 2016: Großer Preis des März-CSI 5*-Turniers von Doha mit Chiara, Großer Preis von Hamburg (CSI 5*) mit Casallo, Großer Preis von Chantilly (CSI 5*) mit Chiara sowie in den Nationenpreisen von Aachen (CSIO 5*, mit Casello), Hickstead (CSIO 5*, mit Chiara) und im Nations-Cup-Finale in Barcelona (CSIO 5*, mit Casello)
  - Siege 2017: Global Champions League von Madrid mit Chiara (CSI 5*/zusammen mit Marco Kutscher), Großer Preis der Riesenbeck International Indoors (CSI 2*) mit Cool Down
  - Siege 2019: Global Champions League von Chantilly mit Cool Feeling (CSI 5*/zusammen mit Christian Kukuk)
  - Siege 2022: Großer Preis von Doha (CSI 5* GCT) mit Mila, Großer Preis von  Mexiko-Stadt (CSI 5* GCT) mit Mila

## Auszeichnungen
- - 2008 Silbernes Lorbeerblatt[36]
  - 1992 Bambi
  - 2006 Sportler des Jahres – Sparkassenpreis für Vorbilder im Sport
  - 2008 Erfolgreichster Reiter der Samsung Super League und beim Turnier des Finales der GCT in Sao Paulo

## Veröffentlichungen als Herausgeber (Auswahl)
- Gerrit Wöckener: Lexikon für Pferdefreunde. Bassermann, 2002, ISBN 3-8094-1090-X.
- Sibylle Luise Binder, Gefion Wolf: Reiten lernen. Bassermann, 2002, ISBN 3-8094-1234-1.